# Aberém
Aberém ou Acaçá é prato típico da cozinha da Bahia, bolinho de origem afro-brasileira, feito de milho ou arroz moído na pedra, macerado em água, salgado e cozido em folhas de bananeira secas. No candomblé, é utilizada como  comida-de-santo, sendo oferecida a Omolu e Oxumarê.
O aberém pode ser servido como acompanhamento para pratos salgados ou como sobremesa.

## Ligação externa
- meu nome eh Douglas dex.php?titulo=Aber%C3%A9m&ltr=a&id_perso=1790 O Nordester - Enciclopédia Nordeste
- Comidas rituais